# Hito Çako
Hito Shaqo Çako (ur. 2 marca 1923 we wsi Progonat k. Gjirokastry, zm. 5 listopada 1975 w Linzë) – generał armii albańskiej, dowódca Lotnictwa Wojskowego Albanii w latach 1961–1974, wiceminister obrony w 1974, ofiara represji komunistycznych. 

## Życiorys
Urodził się we wsi Progonat, w okręgu Kurvelesh. Był synem Shaqo i Miro. W 1933 ukończył naukę w szkole w rodzinnej miejscowości. Szkołę średnią ukończył w Sarandzie. W latach 1937–1939 pracował jako kelner w Tiranie. W 1939 wyjechał do Wlory, gdzie zatrudnił się na stanowisku telegrafisty.
W 1942 związał się z Komunistyczną Partią Albanii i komunistycznym ruchem oporu. 28 maja 1944 awansował na stanowisko komisarza politycznego V Brygady Uderzeniowej. Brał udział w bitwie o Lurë i w wyzwalaniu Prizrenu. Od 9 maja do sierpnia 1945 pełnił funkcję dowódcy 1 Dywizji Piechoty. 7 marca 1946 otrzymał stanowisko szefa struktur Sigurimi we Wlorze, a trzy miesiące później w Peshkopii. Jako jedyny spośród albańskich generałów studiował w trzech radzieckich akademiach wojskowych: Akademii Wojskowej im. K.J. Woroszyłowa, Akademii Wojskowej im. Michaiła Frunzego, a także w Akademii Marynarki Wojennej w Leningradzie.
W latach 1954–1961 zasiadał w parlamencie jako deputowany z okręgu Wlory. W styczniu 1961 awansował na pierwszy stopień generalski, a za swoją działalność w ruchu oporu otrzymał tytuł Bohatera Ludu (Hero i Popullit). W marcu 1961, w czasie narastającego konfliktu Albanii z ZSRR, po aresztowaniu kontradmirała Teme Sejko objął stanowisko dowódcy albańskiego lotnictwa morskiego w bazie Pashalimani. W latach 1966–1974 kierował Zarządem Politycznym Armii. 20 lipca 1974 objął stanowisko wiceministra obrony. 25 listopada został zdymisjonowany z tego stanowiska i oddany do dyspozycji szefa resortu. Na podstawie decyzji podjętych w czasie obrad VI Plenum Komitetu Centralnego Albańskiej Partii Pracy (grudzień 1974) został usunięty z armii, wspólnie z Petritem Dume i Rrahmanem Parllaku i aresztowany przez funkcjonariuszy Sigurimi. Po krótkim procesie uznany za winnego prowadzenia wrogiej działalności w armii i przygotowywania wojskowego zamachu stanu. Skazany na karę śmierci. Rozstrzelany wraz z Beqirem Balluku i grupą jego współpracowników 5 listopada 1975 w okolicy wsi Linzë. Ciała rozstrzelanych zostały przewiezione do wsi Vranisht k. Wlory i pochowane we wspólnej mogile. Odnaleziono je 18 lipca 2000 i zostały pochowane we wsi Vranisht.
W 1992 Sąd Najwyższy Albanii anulował wyrok z 1975 uniewinniając Hito Çako od stawianych mu zarzutów. Imię Hito Çako nosi jedna z ulic w Tiranie (dzielnica Yzberisht).